# Ishwarganj
Ishwarganj è un sottodistretto (upazila) del Bangladesh situato nel distretto di Mymensingh, divisione di Mymensingh. Si estende su una superficie di 286,19 km² e conta una popolazione di 376.348  abitanti (censimento 2011).